# Gründleinsbach (Main)
Der Gründleinsbach ist ein gut 18 km langer linker bzw. östlicher Nebenfluss des Mains.

## Geografie

### Verlauf
Der Gründleinsbach entsteht aus dem Zusammenfluss von rechtem Ellernbach und linkem Otterbach in Litzendorf-Naisa. Südöstlich von Memmelsdorf zweigt ein Seebach genannter Ast nach links ab, der eigenständig dem südlichen Ortsrand von Hallstadt entlang in den Main mündet. Östlich von Hallstadt wird der Gründleinsbach durch den Stöckigtbach gespeist, einen linken Anzweig des Leitenbaches. Kurz danach zweigt vom Gründleinsbach ein weiterer Arm ab, der zumeist offen durch die Ortsmitte von Hallstadt zum Main fließt. Der Gründleinsbach selbst mündet dem nördlichen Ortsrand von Hallstadt entlang als erster der drei Zweige in den Main.

### Orte
Der Gründleinsbach fließt durch folgende Orte:
- Litzendorf-Naisa
- Litzendorf-Pödeldorf
- Memmelsdorf
- Gundelsheim
- Hallstadt

### Zuflüsse
- Erlengraben (links)